# Campionato italiano di calcio per amputati 2023
Il campionato italiano di calcio per amputati 2023 è stata la 5ª edizione del campionato italiano di calcio per amputati, ed è disputato dal 25 febbraio all'11 giugno 2023, e conclusosi con la vittoria del Vicenza Calcio Amputati al suo terzo titolo.

## Stagione
La quinta stagione è simile alla precedente, con le stesse quattro squadre presenti nel campionato 2022. Levante e Vicenza partecipano entrambe per la 5ª volta consecutiva a questo campionato.

## Squadre partecipanti
| Club                    | Città   | Allenatore | Stagione precedente |
| ----------------------- | ------- | ---------- | ------------------- |
| Levante C. Pegliese     | Genova  |            | 4º posto            |
| Roma Calcio Amputati    | Roma    |            | 3º posto            |
| Sportin Amp Football    | Fano    |            | 1º posto            |
| Vicenza Calcio Amputati | Vicenza |            | 2º posto            |

## Classifica
|  | Pos. | Squadra                 | Pt | G | V | N | P | GF | GS | DR  |
|  | ---- | ----------------------- | -- | - | - | - | - | -- | -- | --- |
|  | 1.   | Vicenza Calcio Amputati | 16 | 6 | 5 | 1 | 0 | 19 | 3  | +16 |
|  | 2.   | Sportin Amp Football    | 9  | 6 | 3 | 1 | 2 | 23 | 6  | +17 |
|  | 3.   | Roma Calcio Amputati    | 6  | 6 | 2 | 0 | 4 | 8  | 17 | -9  |
|  | 4.   | Levante C. Pegliese     | 2  | 6 | 1 | 0 | 5 | 4  | 28 | -24 |

Legenda:
      Campione d'Italia 2023.
NOTA: Levante C. Pegliese e Sportin Amp Football 1 punto di penalizzazione

## Risultati

### Tabellone
Aggiornato al 26 febbraio 2023.
Ogni riga indica i risultati casalinghi della squadra segnata a inizio della riga, contro le squadre segnate colonna per colonna (che invece avranno giocato l'incontro in trasferta). Al contrario, leggendo la colonna di una squadra si avranno i risultati ottenuti dalla stessa in trasferta, contro le squadre segnate in ogni riga, che invece avranno giocato l'incontro in casa.
|         | LEV  | ROM  | AMP    | VIC    |
| ------- | ---- | ---- | ------ | ------ |
| Levante | ---- | 1-4  | 3-0tav | 0-3tav |
| Roma    | 2-1  | –––– | 0-6    | 1-2    |
| Amp     | 8-0  | 7-0  | ––––   | 1-1    |
| Vicenza | 8-0  | 3-0  | 2-1    | ––––   |

### Calendario[3]
|         | 1ª giornata                                  |     |
|         |                                              |     |
| 25 feb. | Vicenza Calcio Amp. - Levante C. Pegliese    | 8-0 |
| 25 feb. | Sporting Amp. Football - Roma Calcio Amp.    | 7-0 |
| 26 feb. | Sporting Amp. Football - Vicenza Calcio Amp. | 1-1 |
| 26 feb. | Roma Calcio Amp. - Levante C. Pegliese       | 2-1 |

|         | 2ª giornata                                   |     |
|         |                                               |     |
| 15 apr. | Roma Calcio Amp - Vicenza Calcio Amp.         | 1-2 |
| 15 apr. | Levante C. Pegliese - Sporting Amp. Football. | 3-0 |
| 16 apr. | Roma Calcio Amp - Sporting Amp. Football      | 0-6 |
| 16 apr. | Levante C. Pegliese - Vicenza Calcio Amp.     | 0-3 |

|         | 3ª giornata                                   |     |
|         |                                               |     |
| 10 giu. | Vicenza Calcio Amp. - Roma Calcio Amp         | 3-0 |
| 10 giu. | Sporting Amp. Football. - Levante C. Pegliese | 8-0 |
| 11 giu. | Vicenza Calcio Amp - Sporting Amp. Football.  | 2-1 |
| 11 giu. | Levante C. Pegliese - Roma Calcio Amp         | 1-4 |

|         | 1ª giornata                                  |     |
|         |                                              |     |
| 25 feb. | Vicenza Calcio Amp. - Levante C. Pegliese    | 8-0 |
| 25 feb. | Sporting Amp. Football - Roma Calcio Amp.    | 7-0 |
| 26 feb. | Sporting Amp. Football - Vicenza Calcio Amp. | 1-1 |
| 26 feb. | Roma Calcio Amp. - Levante C. Pegliese       | 2-1 |

|         | 2ª giornata                                   |     |
|         |                                               |     |
| 15 apr. | Roma Calcio Amp - Vicenza Calcio Amp.         | 1-2 |
| 15 apr. | Levante C. Pegliese - Sporting Amp. Football. | 3-0 |
| 16 apr. | Roma Calcio Amp - Sporting Amp. Football      | 0-6 |
| 16 apr. | Levante C. Pegliese - Vicenza Calcio Amp.     | 0-3 |

|         | 3ª giornata                                   |     |
|         |                                               |     |
| 10 giu. | Vicenza Calcio Amp. - Roma Calcio Amp         | 3-0 |
| 10 giu. | Sporting Amp. Football. - Levante C. Pegliese | 8-0 |
| 11 giu. | Vicenza Calcio Amp - Sporting Amp. Football.  | 2-1 |
| 11 giu. | Levante C. Pegliese - Roma Calcio Amp         | 1-4 |